# Tournoi Maurice-Revello 2018
Navigation
Édition précédente Édition suivante
Le Festival international espoirs – Tournoi Maurice-Revello 2018 est la quarante-sixième édition de la compétition. Il oppose douze équipes et se déroule du 26 mai 2018 au 9 juin 2018. L'Angleterre s'impose en finale face au Mexique. C'est sa troisième victoire consécutive.

## Sites
Lors de cette édition, les rencontres ont lieu à Aubagne, Carnoux-en-Provence, Mallemort, Fos-sur-Mer, Salon-de-Provence, Martigues et Vitrolles.

## Équipes
L'Angleterre, sera présente pour remettre son titre en jeu,,,,. La France,,,, l’Écosse, et le Japon,, seront également de nouveau présents. Le Portugal,,, qui a déjà participé 28 fois au tournoi fait son retour dans la compétition. La Turquie complétera le plateau européen. L’Asie sera également représentée, outre le Japon venu pour préparer les Jeux Olympiques de Tokyo en 2020[réf. nécessaire], trois autres nations asiatiques seront présentes : la Chine, la Corée du Sud et le Qatar. Le Mexique,, gagnant du tournoi en 2012 représentera l’Amérique centrale. Enfin, deux nouveaux pays vont faire leurs débuts au sein du Festival international espoirs : Le Canada et le Togo,,,.
| Europe                                                | Afrique | Asie                                   | Amérique           |
| ----------------------------------------------------- | ------- | -------------------------------------- | ------------------ |
| - France H - Angleterre - Écosse - Portugal - Turquie | - Togo  | - Chine - Japon - Qatar - Corée du Sud | - Canada - Mexique |

## Déroulement du tournoi

### Phase de poules

#### Groupe A
| Rang | Équipe     | Pts | J | G | N | P | Bp | Bc | Diff |
| ---- | ---------- | --- | - | - | - | - | -- | -- | ---- |
| 1    | Mexique    | 7   | 3 | 2 | 1 | 0 | 7  | 2  | +5   |
| 2    | Angleterre | 7   | 3 | 2 | 1 | 0 | 6  | 1  | +5   |
| 3    | Chine      | 1   | 3 | 0 | 1 | 2 | 3  | 6  | -3   |
| 4    | Qatar      | 1   | 3 | 0 | 1 | 2 | 2  | 9  | -7   |

#### Groupe B
| Rang | Équipe       | Pts | J | G | N | P | Bp | Bc | Diff |
| ---- | ------------ | --- | - | - | - | - | -- | -- | ---- |
| 1    | Écosse       | 7   | 3 | 2 | 1 | 0 | 4  | 2  | +2   |
| 2    | France       | 6   | 3 | 2 | 0 | 1 | 6  | 2  | +4   |
| 3    | Togo         | 4   | 3 | 1 | 1 | 1 | 3  | 4  | -1   |
| 4    | Corée du Sud | 0   | 3 | 0 | 0 | 3 | 3  | 8  | -5   |

#### Groupe C
| Rang | Équipe   | Pts | J | G | N | P | Bp | Bc | Diff |
| ---- | -------- | --- | - | - | - | - | -- | -- | ---- |
| 1    | Turquie  | 6   | 3 | 2 | 0 | 1 | 4  | 3  | +1   |
| 2    | Canada   | 5   | 3 | 1 | 2 | 0 | 2  | 1  | +1   |
| 3    | Japon    | 4   | 3 | 1 | 1 | 1 | 5  | 5  | 0    |
| 4    | Portugal | 1   | 3 | 0 | 1 | 2 | 3  | 5  | -2   |

### Tableau final

#### Demi-finales
| 6 juin 2018 | Mexique                    | 3 - 1 | Turquie                | Stade de Lattre-de-Tassigny, Aubagne |  |
| 17h00       | Aguirre 26e 57e 76e (pen.) |       | 78e (pen.) Kanatsızkuş |                                      |  |

| 6 juin 2018 | Écosse       | 1 - 3 | Angleterre                     | Stade de Lattre-de-Tassigny, Aubagne |  |
| 19h30       | Johnston 30e |       | 45e Connolly · 50e 69e Nketiah |                                      |  |

#### Match pour la troisième place
| 9 juin 2018                                      | Turquie         | 0 - 0                               | Écosse | Stade Francis-Turcan, Martigues |
| 16h00                                            |                 |                                     |        |                                 |
| Akçay · S. Polat · Alıcı · Demiral · Kanatsızkuş | Tirs au but 5–3 | Johnston · Gilmour · Burke · Hornby |        |                                 |

#### Finale
| 9 juin 2018 | Mexique     | 1 - 2 | Angleterre           | Stade Francis-Turcan, Martigues |  |
| 18h30       | Alvarado 2e |       | 32e Fry · 36e Dowell |                                 |  |

### Récompenses
- Meilleur joueur : Diego Lainez (MEX)
- Deuxième meilleur joueur : Lewis Cook (ENG)
- Troisième meilleur joueur : Michael Johnston (SCO)
- Quatrième meilleur joueur : Lee Kang-in (KOR)
- Révélation du tournoi : Billy Gilmour (SCO)
- Meilleur gardien : Freddie Woodman (ENG)
- Meilleur buteur : Eduardo Aguirre (MEX)
- Plus jeune joueur de la finale : Diego Lainez (18 ans) (MEX)
- Plus beau but du tournoi : Eddie Nketiah (son but contre l'Écosse (50e)) (ENG)
- Fair-play : Écosse

### L'équipe-type
| GK | Freddie Woodman  | ENG |
| -- | ---------------- | --- |
| DF | Jorge Sanchez    | MEX |
| DF | Cesar Montes     | MEX |
| DF | Dael Fry         | ENG |
| DF | Romain Perraud   | FRA |
| MF | Billy Gilmour    | SCO |
| MF | Lewis Cook       | ENG |
| MF | Lee Kang-in      | KOR |
| FW | Diego Lainez     | MEX |
| FW | Eduardo Aguirre  | MEX |
| FW | Michael Johnston | SCO |